# Kamil Pulczyński
Kamil Pulczyński (ur. 30 kwietnia 1992 w Toruniu, zm. 22 stycznia 2021 tamże) – polski żużlowiec.

## Życiorys

### Życie prywatne
Brat bliźniak Emila Pulczyńskiego – również żużlowca.

### Kariera sportowa
Treningi żużlowe rozpoczął w wieku 12 lat pod okiem Stanisława Miedzińskiego. Licencję żużlową zdobył w 2008 jako zawodnik KS Unibaksu Toruń. W 2009 zdobył w Toruniu tytuł młodzieżowego drużynowego mistrza Polski, wystąpił również w finałach mistrzostw Polski par klubowych (Leszno – VII m.), młodzieżowych mistrzostw Polski par klubowych (Rybnik – VII m.) oraz "Brązowego Kasku" (Wrocław – X m.).
Dwukrotny srebrny medalista młodzieżowych mistrzostw Polski par klubowych (Gorzów Wielkopolski 2010, Gdańsk 2013). Czterokrotny medalista drużynowych mistrzostw Polski: złoty (2008), srebrny (2009) oraz dwukrotnie brązowy (2010, 2012).
W 2017, kiedy był zawodnikiem KSM-u Krosno, podczas jazd treningowych na lodzie zanotował upadek, w wyniku którego doznał poważnej kontuzji barku. Uraz leczył bardzo długo i do ścigania już nie wrócił.

### Po zakończeniu kariery
Po zakończeniu kariery współpracował z zawodnikami jako mechanik. W tym gronie byli między innymi Jason Doyle, a następnie Fredrik Lindgren.

### Śmierć
Zmarł 22 stycznia 2021 we śnie. Został pochowany na Cmentarzu Komunalnym nr 2 przy ul. Grudziądzkiej w Toruniu.